# Bahrains Grand Prix
Bahrains Grand Prix är en deltävling i formel 1-VM som körs på Bahrain International Circuit i Sakhir i Bahrain. Bahrains Grand Prix kördes för första gången säsongen 2004. I februari 2022 rapporterades det att racets kontrakt blivit förlängt till Formel 1-säsongen 2036.
Eftersom loppet körs i ett muslimskt land får förarna vid prisceremonin inte någon champagne, utan istället en alkoholfri drink med rosevatten, kallad Waard, att fira med.

## Vinnare Bahrains Grand Prix
| År     | Bana                                      | Förare                                    | Konstruktör                               |
| ------ | ----------------------------------------- | ----------------------------------------- | ----------------------------------------- |
| 2004   | Sakhir                                    | Michael Schumacher                        | Ferrari                                   |
| 2005   | Sakhir                                    | Fernando Alonso                           | Renault                                   |
| 2006   | Sakhir                                    | Fernando Alonso                           | Renault                                   |
| 2007   | Sakhir                                    | Felipe Massa                              | Ferrari                                   |
| 2008   | Sakhir                                    | Felipe Massa                              | Ferrari                                   |
| 2009   | Sakhir                                    | Jenson Button                             | Brawn-Mercedes                            |
| 2010   | Sakhir                                    | Fernando Alonso                           | Ferrari                                   |
| 2011   | Inställt på grund av oroligheter i landet | Inställt på grund av oroligheter i landet | Inställt på grund av oroligheter i landet |
| 2012   | Sakhir                                    | Sebastian Vettel                          | Red Bull-Renault                          |
| 2013   | Sakhir                                    | Sebastian Vettel                          | Red Bull-Renault                          |
| 2014   | Sakhir                                    | Lewis Hamilton                            | Mercedes                                  |
| 2015   | Sakhir                                    | Lewis Hamilton                            | Mercedes                                  |
| 2016   | Sakhir                                    | Nico Rosberg                              | Mercedes                                  |
| 2017   | Sakhir                                    | Sebastian Vettel                          | Ferrari                                   |
| 2018   | Sakhir                                    | Sebastian Vettel                          | Ferrari                                   |
| 2019   | Sakhir                                    | Lewis Hamilton                            | Mercedes                                  |
| 2020   | Sakhir                                    | Lewis Hamilton                            | Mercedes                                  |
| 2021   | Sakhir                                    | Lewis Hamilton                            | Mercedes                                  |
| 2022   | Sakhir                                    | Charles Leclerc                           | Ferrari                                   |
| 2023   | Sakhir                                    | Max Verstappen                            | Red Bull                                  |
| 2024   | Sakhir                                    | Max Verstappen                            | Red Bull                                  |
| 2025   | Sakhir                                    | Oscar Piastri                             | McLaren                                   |
| Källa: |                                           |                                           |                                           |

### Förare med flera vinster
| Vinster | Förare           | År vunna                     |
| ------- | ---------------- | ---------------------------- |
| 5       | Lewis Hamilton   | 2014, 2015, 2019, 2020, 2021 |
| 4       | Sebastian Vettel | 2012, 2013, 2017, 2018       |
| 3       | Fernando Alonso  | 2005, 2006, 2010             |
| 2       | Felipe Massa     | 2007, 2008                   |
| Källa:  |                  |                              |

### Återkommande vinnare (konstruktörer)
| Vinster | Konstruktör | År vunna                                 |
| ------- | ----------- | ---------------------------------------- |
| 7       | Ferrari     | 2004, 2007, 2008, 2010, 2017, 2018, 2022 |
| 6       | Mercedes    | 2014, 2015, 2016, 2019, 2020, 2021       |
| 2       | Renault     | 2005, 2006                               |
| 2       | Red Bull    | 2012, 2013                               |
| Källa:  |             |                                          |

### Återkommande vinnare (motortillverkare)
| Vinster | Konstruktörer | År vunna                                 |
| ------- | ------------- | ---------------------------------------- |
| 7       | Mercedes      | 2009, 2014, 2015, 2016, 2019, 2020, 2021 |
| 7       | Ferrari       | 2004, 2007, 2008, 2010, 2017, 2018, 2022 |
| 4       | Renault       | 2005, 2006, 2012, 2013                   |
| Källa:  |               |                                          |